# Holičství 3: Nový sestřih
Holičství 3: Nový sestřih je americká filmová komedie z roku 2016. Režie se ujal Malcolm D. Lee a scénáře Kenya Barris a Tracy Oliver. Film je třetím filmem série Holičství a sequlem filmu Holičství 2. Hlavní role hrají Ice Cube, Cedric the Entertainer, Anthony Anderson, Eve, Sean Patrick Thomas, Deon Cole, Troy Garity, Regina Hall, Nicki Minaj, Common, Maryum Ali, J. B. Smoove, Tyga a Lamorne Morris. Film měl premiéru ve Spojených státech dne 15. dubna 2016. V České republice nebyl promítán v kinech.

## Obsazení
- Ice Cube jako Calvin Palmer, Jr.
- Cedric the Entertainer jako Eddie Walker
- Regina Hall jako Angie
- Sean Patrick Thomas jako Jimmy James
- Eve jako Terri
- Anthony Anderson jako J.D.
- Common jako Rashad
- Nicki Minaj jako Draya
- Maryum Ali jako Diane
- Margot Bingham jako Bree
- Utkarsh Ambudkar jako Raja
- J. B. Smoove jako One Stop
- Lamorne Morris jako Jerrod
- Tyga jako Yummy
- Jamal Woolard jako Marquese
- Deon Cole jako Dante
- Michael Rainey Jr. jako Jalen Palmer
- Troy Garity jako Isaac
- Anthony Davis (sám sebe)
- Reggie Brown jako prezident Obama
- Jwaundace Candece jako matka malého kluka
- Auntie Fee jako Mabel

## Přijetí

### Tržby
Film vydělal 54 milionů dolarů v Severní Americe a 1 milionů dolarů v ostatních oblastech, celkově tak vydělal 55 milionů dolarů po celém světě. Rozpočet filmu činil 20 milionů dolarů. Za první víkend docílil druhé nejvyšší návštěvnosti, kdy vydělal 20,2 milionů dolarů.

### Recenze
Na recenzní stránce Rotten Tomatoes získal z 92 započtených recenzí 90 procent s průměrným ratingem 6,9 bodů z deseti. Na serveru Metacritic snímek získal z 30 recenzí 67 bodů ze sta. Na Česko-Slovenské filmové databázi si snímek drží k 1. srpnu 2018 47 procent.

### Nominace
Film získal tři nominace na cenu Teen Choice Awards v kategoriích nejlepší filmová komedie, nejlepší herec: komedie (Ice Cube) a nejlepší herečka: komedie (Minaj).